# حمولة إجمالية
الحمولة الإجمالية (بالإنجليزية: Gross tonnage)‏ (اختصارًا: GT / G.T. / gt) هي مقياس غير خطي للحجم الداخلي الكلي للسفينة. الحمولة الإجمالية تختلف عن الحمولة الإجمالية المسجلة. لا يجب الخلط بين الحمولة الإجمالية أو الحمولة الإجمالية المسجلة مع مقاييس الكتلة أو الوزن مثل الحمولة الساكنة أو الإزاحة.
تم تعريف الحمولة الإجمالية، إلى جانب الحمولة الصافية، من خلال الاتفاقية الدولية لقياس حمولة السفن لعام 1969، التي اعتمدتها المنظمة البحرية الدولية في عام 1969، ودخلت حيز التنفيذ في 18 يوليو 1982. وحل هذان القياسان محل الحمولة الإجمالية المسجلة (GRT) وحمولة صافية مسجلة (NRT). يتم حساب الحمولة الإجمالية بناءً على «الحجم المصبوب لجميع المساحات المغلقة للسفينة» ويتم استخدامها لتحديد أشياء مثل لوائح إدارة السفينة، وقواعد السلامة، ورسوم التسجيل، ورسوم الميناء، في حين أن الحمولة الإجمالية المسجلة القديمة هي مقياس لحجم بعض الأماكن المغلقة فقط.